# Mistrzostwa Świata w Judo 2019
Mistrzostwa Świata w Judo 2019 – zawody w judo rozegrane w dniach 25 sierpnia–1 września w stolicy Japonii, Tokio. Miasto to zostało gospodarzem mistrzostw świata po raz czwarty.

## Miejsce
Mistrzostwa zostały rozegrane w Nippon Budōkan, która jest przeznaczona dla 10 000 widzów.

## Terminarz
W tabeli podano kategorie wagowe w poszczególnych dniach z uwzględnieniem płci.
| Płeć      | 25.08 | 26.08 | 27.08 | 28.08 | 29.08 | 30.08  | 31.08   | 1.09  |
| --------- | ----- | ----- | ----- | ----- | ----- | ------ | ------- | ----- |
| Mężczyźni | 60 kg | 66 kg | 73 kg | 81 kg | 90 kg | 100 kg | +100 kg | Druż. |
| Kobiety   | 48 kg | 52 kg | 57 kg | 63 kg | 70 kg | 78 kg  | +78 kg  | Druż. |

## Medaliści
| Konkurencja          | Złoto | Srebro | Brąz |
| Mężczyźni            | | | |
| 60 kg                | Luchumi Czchwimiani | Sharafuddin Lutfillaev | Jełdos Smietow |
| 60 kg                | Luchumi Czchwimiani | Sharafuddin Lutfillaev | Ryūju Nagayama |
| 66 kg                | Jōshirō Maruyama | Kim Lim-hwan | Hifumi Abe |
| 66 kg                | Jōshirō Maruyama | Kim Lim-hwan | Denis Vieru |
| 73 kg                | Shōhei Ōno | Rüstəm Orucov | Dienis Jarcew |
| 73 kg                | Shōhei Ōno | Rüstəm Orucov | Hidayət Heydərov |
| 81 kg                | Sagi Muki | Matthias Casse | Antoine Valois-Fortier |
| 81 kg                | Sagi Muki | Matthias Casse | Luka Maisuradze |
| 90 kg                | Noël van 't End | Shoichiro Mukai | Axel Clerget |
| 90 kg                | Noël van 't End | Shoichiro Mukai | Nemanja Majdov |
| 100 kg               | Jorge Fonseca | Nijaz Iljasow | Michael Korrel |
| 100 kg               | Jorge Fonseca | Nijaz Iljasow | Aaron Wolf |
| +100 kg              | Lukáš Krpálek | Hisayoshi Harasawa | Kim Min-jong |
| +100 kg              | Lukáš Krpálek | Hisayoshi Harasawa | Roy Meyer |
| Kobiety              | | | |
| 48 kg                | Darja Biłodid | Funa Tonaki | Mönchbatyn Uranceceg |
| 48 kg                | Darja Biłodid | Funa Tonaki | Distria Krasniqi |
| 52 kg                | Uta Abe | Natalja Kuziutina | Majlinda Kelmendi |
| 52 kg                | Uta Abe | Natalja Kuziutina | Ai Shishime |
| 57 kg                | Christa Deguchi | Tsukasa Yoshida | Julia Kowalczyk |
| 57 kg                | Christa Deguchi | Tsukasa Yoshida | Rafaela Silva |
| 63 kg                | Clarisse Agbegnenou | Miku Tashiro | Martyna Trajdos |
| 63 kg                | Clarisse Agbegnenou | Miku Tashiro | Juul Franssen |
| 70 kg                | Marie-Ève Gahié | Bárbara Timo | Sally Conway |
| 70 kg                | Marie-Ève Gahié | Bárbara Timo | Margaux Pinot |
| 78 kg                | Madeleine Malonga | Shori Hamada | Loriana Kuka |
| 78 kg                | Madeleine Malonga | Shori Hamada | Mayra Aguiar |
| +78 kg               | Akira Sone | Idalys Ortíz | Kayra Sayıt |
| +78 kg               | Akira Sone | Idalys Ortíz | Sarah Asahina |
| Konkurencje mieszane | | | |
| Zawody drużynowe     | Japonia · Chizuru Arai · Shori Hamada · Hisayoshi Harasawa · Soichi Hashimoto · Kokoro Kageura · Shoichiro Mukai · Sanshiro Murao · Shōhei Ōno · Yoko Ono · Akira Sone · Momo Tamaoki · Tsukasa Yoshida · (Naohisa Takatō · Ryūju Nagayama) | Francja · Amandine Buchard · Guillaume Chaine · Axel Clerget · Sarah-Léonie Cysique · Alpha Oumar Djalo · Marie-Ève Gahié · Alexandre Iddir · Kilian Le Blouch · Anne-Fatoumata M’Bairo · Madeleine Malonga · Cyrille Maret · Margaux Pinot · (Luka Mkheidze, Walide Khyar · Mélanie Clément) | Rosja · Ksienija Czibisowa · Kiriłł Dienisow · Lechi Ediev · Anna Gushchina · Michaił Igolnikow · Chusien Chałmurzajew · Anastasija Konkina · Darja Mieżecka · Evgeny Prokopchuk · Alena Prokopenko · Madina Tajmazowa · Inał Tasojew · (Michaił Pulajew)                                                                           |
| Zawody drużynowe     | Japonia · Chizuru Arai · Shori Hamada · Hisayoshi Harasawa · Soichi Hashimoto · Kokoro Kageura · Shoichiro Mukai · Sanshiro Murao · Shōhei Ōno · Yoko Ono · Akira Sone · Momo Tamaoki · Tsukasa Yoshida · (Naohisa Takatō · Ryūju Nagayama) | Francja · Amandine Buchard · Guillaume Chaine · Axel Clerget · Sarah-Léonie Cysique · Alpha Oumar Djalo · Marie-Ève Gahié · Alexandre Iddir · Kilian Le Blouch · Anne-Fatoumata M’Bairo · Madeleine Malonga · Cyrille Maret · Margaux Pinot · (Luka Mkheidze, Walide Khyar · Mélanie Clément) | Brazylia · Maria Suelen Altheman · Eduardo Barbosa · Tamires Crude · Rafael Macedo · David Moura · Maria Portela · Ellen Santana · Eduardo Yudy · Jeferson Santos Junior · Rafael Silva · Rafaela Silva · Beatriz Souza · (Felipe Kitadai, Larissa Pimenta, Rafael Buzacarini, Eric Takabatake, Daniel Cargnin, Leonardo Gonçalves) |

## Tabela medalowa
Klasyfikacja medalowa.
| Pozycja | Reprezentacja    | złoto | srebro | brąz | Razem |
| ------- | ---------------- | ----- | ------ | ---- | ----- |
| 1.      | Japonia          | 5     | 6      | 5    | 16    |
| 2.      | Francja          | 3     | 1      | 2    | 6     |
| 3.      | Portugalia       | 1     | 1      | 0    | 2     |
| 4.      | Holandia         | 1     | 0      | 3    | 4     |
| 5.      | Kanada           | 1     | 0      | 1    | 2     |
| 5.      | Gruzja           | 1     | 0      | 1    | 2     |
| 7.      | Czechy           | 1     | 0      | 0    | 1     |
| 7.      | Izrael           | 1     | 0      | 0    | 1     |
| 7.      | Ukraina          | 1     | 0      | 0    | 1     |
| 10.     | Rosja            | 0     | 2      | 2    | 4     |
| 11.     | Azerbejdżan      | 0     | 1      | 1    | 2     |
| 11.     | Korea Południowa | 0     | 1      | 1    | 2     |
| 13.     | Belgia           | 0     | 1      | 0    | 1     |
| 13.     | Kuba             | 0     | 1      | 0    | 1     |
| 13.     | Uzbekistan       | 0     | 1      | 0    | 1     |
| 16.     | Kosowo           | 0     | 0      | 3    | 3     |
| 16.     | Brazylia         | 0     | 0      | 3    | 3     |
| 18.     | Kazachstan       | 0     | 0      | 1    | 1     |
| 18.     | Mołdawia         | 0     | 0      | 1    | 1     |
| 18.     | Mongolia         | 0     | 0      | 1    | 1     |
| 18.     | Niemcy           | 0     | 0      | 1    | 1     |
| 18.     | Polska           | 0     | 0      | 1    | 1     |
| 18.     | Serbia           | 0     | 0      | 1    | 1     |
| 18.     | Turcja           | 0     | 0      | 1    | 1     |
| 18.     | Wielka Brytania  | 0     | 0      | 1    | 1     |
| Razem   | Razem            | 15    | 15     | 30   | 60    |

## Reprezentacja Polski
Na mistrzostwa świata wyleciała szesnastoosobowa kadra reprezentacji Polski.
| Zawodnik         | Konkurencja | 1/64 finału           | 1/32 finału                 | 1/16 finału         | 1/8 finału             | Ćwierćfinał        | Repasaż             | Półfinał | Finał             | Pozycja |
| ---------------- | ----------- | --------------------- | --------------------------- | ------------------- | ---------------------- | ------------------ | ------------------- | -------- | ----------------- | ------- |
| T. Golomb        | 60 kg       | Wolny los             | W. Khyar P 00–11            | NQ                  | NQ                     | NQ                 | —                   | NQ       | NQ                | 33.     |
| P. Wawrzyczek    | 66 kg       | D. César W 01–00      | S. Nakano W 10–00           | B. Boros W 11–00    | D. Vieru P 00–10       | NQ                 | —                   | NQ       | NQ                | 9.      |
| W. Mrówczyński   | 73 kg       | A. Quifucussa W 10–00 | Lee K. W. W 10–00           | C. Gabun P 00–10    | NQ                     | NQ                 | —                   | NQ       | NQ                | 17.     |
| S. Marcinkiewicz | 81 kg       | A. Aprahamian W 10–00 | D. Goţonoagă W 10–00        | D. Ressel P 00–01   | NQ                     | NQ                 | —                   | NQ       | NQ                | 17.     |
| D. Szwarnowiecki | 81 kg       | Wolny los             | S. Borchashvili P 00–10     | NQ                  | NQ                     | NQ                 | —                   | NQ       | NQ                | 33.     |
| I. Baraniewski   | 100 kg      | —                     | B. Fletcher P 00–11         | NQ                  | NQ                     | NQ                 | —                   | NQ       | NQ                | 33.     |
| O. Łysenko       | 100 kg      | —                     | C. Maret P 00–10            | NQ                  | NQ                     | NQ                 | —                   | NQ       | NQ                | 33.     |
| A. Kaleta        | 52 kg       | —                     | T. Lewycka-Szukwani P 00–11 | NQ                  | NQ                     | NQ                 | —                   | NQ       | NQ                | 33.     |
| A. Perenc        | 52 kg       | —                     | S. Fofana W 10–00           | T. Easton W 01–00   | M. Kelmendi P 00–01    | NQ                 | —                   | NQ       | NQ                | 9.      |
| A. Borowska      | 57 kg       | —                     | H. El-Almi W 10–00          | S. Cysique P 00–10  | NQ                     | NQ                 | —                   | NQ       | NQ                | 17.     |
| J. Kowalczyk     | 57 kg       | —                     | Yeung N. L. W 10–00         | M. Perišić W 01–00  | T. Nelson-Levy W 01–00 | T. Yoshida P 01–10 | D. Mieżecka W 10–01 | —        | I. Iliewa W 10–00 | brąz    |
| A. Ozdoba-Błach  | 63 kg       | —                     | K. Haecker P 00–01          | NQ                  | NQ                     | NQ                 | —                   | NQ       | NQ                | 33.     |
| K. Tałach-Gast   | 63 kg       | —                     | Tang J. P 00–10             | NQ                  | NQ                     | NQ                 | —                   | NQ       | NQ                | 33.     |
| D. Pogorzelec    | 70 kg       | —                     | Wolny los                   | M. Bernabéu P 00–10 | NQ                     | NQ                 | —                   | NQ       | NQ                | 17.     |
| E. Wróblewska    | 70 kg       | —                     | G. Scoccimarro P 00–10      | NQ                  | NQ                     | NQ                 | —                   | NQ       | NQ                | 33.     |
| B. Pacut         | 78 kg       | —                     | L. Cárdenas P 00–10         | NQ                  | NQ                     | NQ                 | —                   | NQ       | NQ                | 33.     |